# Европейский этап FIA WTCC
Европейский этап FIA WTCC — одно из официальных соревнований WTCC, являвшийся этапом чемпионата в 2008 году. Этап прошёл на автодроме имени Энцо и Дино Феррари, рядом с итальянской Имолой.

## История
Этап стал одним из нескольких соревнований, побывавших в календаре лишь сезон, будучи промежуточным решением организаторов серии, не желавших укорачивать календарь вовремя не договорившись с кем-то из своих прежних партнёров. Появление европейского соревнования связано с отменой соревнования в Швеции.
В 2009 году соревнование покинуло календарь, будучи заменённым соревнованием в Марокко, однако автодром сохранил своё место в календаре серии: в Имолу переехало итальянское соревнование календаря WTCC.

## Победители прошлых лет
| Сезон | Пилот                    | Конструктор | Трасса | Статья |
| ----- | ------------------------ | ----------- | ------ | ------ |
| 2008  | Гонка 1 : Иван Мюллер    | SEAT        | Имола  | Отчёт  |
| 2008  | Гонка 2 : Джеймс Томпсон | Honda       | Имола  | Отчёт  |